# Jamno (powiat słubicki)
Jamno – osada leśna w Polsce położona w województwie lubuskim, w powiecie słubickim, w gminie Ośno Lubuskie.
W latach 1975–1998 leśniczówka administracyjnie należała do województwa gorzowskiego.
Leśniczówka położona jest przy drodze powiatowej Ośno Lubuskie – Słońsk.